# Gare de Lachaud-Curmilhac
Gare de Lachaud-Curmilhac vasútállomás Franciaországban, Vissac-Auteyrac településen.

## Vasútvonalak
Az állomást az alábbi vasútvonalak érintik:
- Saint-Georges-d'Aurac-Saint-Étienne-Châteaucreux-vasútvonal

## Kapcsolódó állomások
A vasútállomáshoz az alábbi állomások vannak a legközelebb:
- Gare de Saint-Georges-d'Aurac
- Gare de Darsac